# Kevin Keegan
Joseph Kevin Keegan (ur. 14 lutego 1951 w Doncasterze, w hrabstwie Yorkshire) – angielski piłkarz i trener piłkarski.
Był jednym z najskuteczniejszych napastników lat 70., z Liverpool trzykrotnie zdobył mistrzostwo kraju oraz Puchar Mistrzów i dwa razy Puchar UEFA. Sportową karierę udanie kontynuował w Hamburgerze SV. Od 1999 do 2000 roku był selekcjonerem reprezentacji Anglii. Później ze zmiennym szczęściem prowadził Manchester City. Oficer Orderu Imperium Brytyjskiego (OBE).

## Kariera piłkarska
Jest wychowankiem lokalnego Scunthorpe United. W 1971 roku w wieku dwudziestu lat został kupiony za 35 tysięcy funtów przez Liverpool. Wcześniej bacznie przyglądali mu się wysłannicy Coventry City, ale ostatecznie uznali, że jest zbyt słaby fizycznie.
W sierpniu 1971 roku zadebiutował w barwach nowego klubu i po dwunastu sekundach przebywania na boisku strzelił gola w meczu z Nottingham Forest F.C. Rok później po raz pierwszy zagrał w reprezentacji Anglii.
W ciągu kolejnych pięciu lat Keegan wraz z Walijczykiem Johnem Toshackiem stał się liderem linii ataku i zdobył dla Liverpoolu wiele decydujących o zwycięstwie goli. W 1973 roku drużyna prowadzona przez Szkota Billa Shankly’ego po siedmioletniej przerwie odzyskała tytuł mistrza Anglii, a kilka tygodni później pokonała Borussię Mönchengladbach z Vogtsem, Netzerem i Heynckesem w składzie, w finale Pucharu UEFA. Aby wyłonić zwycięzcę trzeba było rozegrać aż trzy mecze, w pierwszym padł bowiem bezbramkowy remis. Liverpool najpierw wygrał 3:0 (dwa gole strzelił Keegan), a dwa tygodnie później uległ podopiecznym Hennesa Weisweilera tylko 0:2 i mógł cieszyć się z cennego trofeum. W następnym sezonie The Reds triumfowali w rozgrywkach o Puchar Anglii – w finale zwyciężyli 3:0 Newcastle United, a dwukrotnie do bramki Srok trafiał właśnie Keegan. W roku 1976 zespół prowadzony już przez Boba Paisleya powtórzył wyczyn sprzed trzech lat i ponownie zdobył mistrzostwo kraju i Puchar UEFA (w dwumeczu finałowym pokonał Club Brugge 3:2 i 1:1 – w każdym spotkaniu Keegan strzelił gola). Rok później Liverpool obronił tytuł mistrza Anglii oraz po raz kolejny okazał się lepszy od Borussii Mönchengladbach, tym razem w finale Pucharu Mistrzów. Po tym spotkaniu Keegan postanowił wyjechać za granicę. Długo przebierał w ofertach znanych klubów z Kontynentu, aż w końcu zdecydował się przyjąć propozycję Hamburgera SV, triumfatora Pucharu Zdobywców Pucharów. W Liverpoolu szybko znalazł godnego siebie następcę w osobie Kenny’ego Dalglisha.
W Hamburgu Keegan piłkarsko dojrzał i dzięki dobrym występom w Bundeslidze oraz europejskich pucharach dwukrotnie odbierał Złotą Piłkę, przyznawaną przez magazyn France Football dla najlepszego zawodnika klubów Starego Kontynentu. W czerwcu 1980 roku po przegranym finale Pucharu Mistrzów z Notthingham Forrest oraz nieudanych mistrzostwach Europy niespodziewanie rozwiązał kontrakt z HSV i powrócił do Anglii. Przez dwa sezony występował w barwach Southampton FC.
W reprezentacji Anglii grał na Euro 1980 oraz Mistrzostwach Świata 1982, ale Synowie Albionu na początku lat 80. przeżywali regres formy. Kiedy po mundialu nowym selekcjonerem został Bobby Robson, który zapowiedział, że Keegan przestanie być kluczowym zawodnikiem w jego kadrze, zawodnik Southampton postanowił pożegnać się z drużyną narodową. Rozegrał w niej 63 mecze, w tym 31 jako kapitan, i strzelił 21 goli.
W wieku 31 lat podpisał kontrakt z drugoligowym Newcastle United, w którym w ciągu dwu lat wystąpił 78 razy, zdobywając 48 bramek. W sezonie 1983-84 pomógł mu w awansie do ekstraklasy. Kilka tygodni później zakończył piłkarską karierę.

## Sukcesy piłkarskie
- mistrzostwo Anglii 1973, 1976 i 1977, Puchar Anglii 1974, Puchar Mistrzów 1977 oraz Puchar UEFA 1973 i 1976 z Liverpoolem
- mistrzostwo RFN 1979 oraz finał Pucharu Mistrzów 1980 z HSV
- awans do ekstraklasy w sezonie 1983-84 z Newcastle

Piłkarz roku 1976 w Anglii.
Piłkarz roku 1978 w RFN.
Dwukrotny zdobywca Złotej Piłki – w 1978 i 1979 roku.
W 1982 roku w barwach Southampton został królem strzelców Premiership.
W barwach Liverpoolu rozegrał 323 mecze i strzelił 100 goli.
W reprezentacji Anglii od 1972 do 1982 roku rozegrał 63 mecze (31 jako kapitan) i strzelił 21 bramek – start w Euro 1980 (runda grupowa) i mundialu 1982 (druga runda).

## Kariera szkoleniowa
W lutym 1992 roku, osiem lat po zakończeniu piłkarskiej kariery, powrócił do sportu, tym razem w roli szkoleniowca Newcastle United. Półtora roku później mógł świętować ze Srokami awans do Premiership. Od 1994 roku pełnił w tym klubie również funkcję dyrektora sportowego i to on w dużej mierze był odpowiedzialny za sprowadzenie z Blackburn Rovers Alana Shearera, wówczas najlepszego napastnika w Anglii. Już z Shearerem w składzie Newcastle powtórzyło sukces z roku poprzedniego zdobywając w sezonie 1996-97 wicemistrzostwo ligi, dając się wyprzedzić Manchesterowi United.
Na dwa lata związał się z trzecioligowym Fulham Londyn, który, dzięki pieniądzom egipskiego milionera Mohameda Al-Fayeda, miał ambicję awansu do drugiej ligi, a następnie zawojowania Premiership. Keegan najpierw był dyrektorem sportowym w klubie, a po zwolnieniu Raya Wilkinsa w połowie 1998 roku przejął obowiązki pierwszego trenera. W następnym sezonie Fulham awansowało do przedsionka ekstraklasy.
Pod koniec stycznia 1999 roku w prasie ukazał się wywiad z ówczesnym selekcjonerem reprezentacji Anglii Glennem Hoddle, w którym stwierdził on, że ludzie niepełnosprawni pokutują za grzechy popełnione w poprzednim życiu. Oburzona opinia publiczna zażądała natychmiastowego ustąpienia szkoleniowca. Szefowie angielskiej federacji, nie bacząc na zbliżające się mecze w eliminacjach do Euro 2000, zwolnili Hoddle’a, a na tymczasowego selekcjonera wybrali cieszącego się dużą popularnością wśród kibiców Keegana. Były zawodnik Liverpoolu i HSV miał pokierować Anglią tylko w czterech spotkaniach, nie przerywając pracy w Fulham.
Reprezentacja prowadzona przez Keegana wygrała 3:1 z Polską i zremisowała ze Szwecją i Bułgarią oraz Węgrami w spotkaniu towarzyskim. Po zakończeniu sezonu selekcjonerowi zaproponowano podpisanie długoletniego kontraktu. Kilka miesięcy później Anglicy, po ograniu Szkocji w barażach (2:0 i 0:1), awansowali do mistrzostw Europy. Na boiskach Holandii i Belgii Synowie Albionu zawiedli i nie wyszli z grupy. Przegrali 2:3 z Portugalią, mimo iż prowadzili już 2:0, następnie wygrali z reprezentacją Niemiec 1:0 oraz przegrali 2:3 z Rumunią, mimo porażki na Euro Keeganowi udało się zachować posadę. Podał się do dymisji kilka miesięcy później, kiedy przegrał w pierwszym meczu eliminacyjnym do Mistrzostw Świata 2002 0:1 z Niemcami w ostatnim meczu rozgrywanym na stadionie Wembley.
Szybko znalazł zatrudnienie w drugoligowym Manchesterze City. Awansował z nim do Premiership oraz, dzięki nagrodzie za grę fair play, wystąpił w Pucharze UEFA, z którego jednak drużyna z Davidem Seamanem, Steve’em McManamanem, Robbie’em Fowlerem i Nicolasem Anelką w składzie została wyeliminowana przez Dyskobolię Grodzisk Wielkopolski. Po słabych meczach w lidze w połowie 2005 roku Keegan został zwolniony.
Po pracy szkoleniowej powrócił po prawie trzech latach. W styczniu 2008 roku zastąpił Sama Allardyce’a na stanowisku menedżera Newcastle United, czyli klubu, w którym rozpoczynał pracę trenerską.

## Sukcesy szkoleniowe
- awans do Premiership w sezonie 1992-93 oraz wicemistrzostwo Anglii 1996 z Newcastle
- awans do drugiej ligi w sezonie 1998-99 z Fulham
- awans do Premiership w sezonie 2001-02 z Manchesterem City
- awans do Euro 2000 i start w tym turnieju (faza grupowa) z reprezentacją Anglii